# Ernst Vaterlaus
Ernst Vaterlaus (Thalwil, 21 maart 1891 - Chur, 27 augustus 1976) was een Zwitsers wiskundige, onderwijzer en politicus voor de Vrijzinnig-Democratische Partij (FDP/PRD) uit het kanton Zürich.

## Biografie

### Afkomst en opleiding
Ernst Vaterlaus was een zoon van August Alwin Vaterlaus en van Anna Flatt. In 1919 huwde hij Ida Margareta Hardmeier, met wie hij een dochter had, Ursula Vaterlaus. Hij studeerde van 1909 tot 1913 fysica en wiskunde aan de Federale Polytechnische Hogeschool van Zürich.

### Wiskundige en onderwijzer
Van 1913 tot 1916 was Vaterlaus assistent beschrijvende meetkunde. In 1916 promoveerde hij tot doctor in de wiskunde. Vervolgens was hij van 1916 tot 1945 meester en vanaf 1930 ook directeur van de hogere meisjesschool van Zürich. Vanaf 1945 was hij directeur van de normaalschool van Küsnacht.

### Politicus
Van 1945 tot 1959 was hij lid van de Regeringsraad van Zürich, waarbinnen hij tot 1951 bevoegd was voor Politie en Militaire Zaken en vanaf 1951 voor Openbaar Onderwijs. Als hoofd van het kantonnaal openbaar onderwijs zette hij in op de modernisering van de scholen en de vorming. Van 1 mei 1950 tot 30 april 1951 en van 1 mei 1956 tot 30 april 1957 was hij voorzitter van de Regeringsraad. Op federaal vlak was hij lid van de Kantonsraad van 3 december 1951 tot 1 december 1963. Van 4 december 1961 tot 3 december 1962 voorzitter van deze vergadering.

## Trivia
- In het Zwitserse leger had hij de graad van kolonel bij de artillerie.